# Mark-Almond
Mark-Almond – brytyjski zespół folk-rock-jazzowy założony w 1970 roku przez gitarzystę akustycznego Jona Marka oraz saksofonistę i flecistę Johnny'ego Almonda. Obaj poznali się i docenili w 1969 roku jako członkowie zespołu Johna Mayalla, z którym nagrali w 1969 albumy "The Turning Point" i "Empty Rooms". Zespół Mark-Almond, który początkowo składał się też z basisty Rogera Suttona, klawiszowca Tommy'ego Eyre'a i przy drugiej płycie  – perkusisty Dannie Richmonda, przeszedł przez lata kilka zmian w składzie i znany był także pod nazwą: Mark-Almond Band.

## Wczesne lata

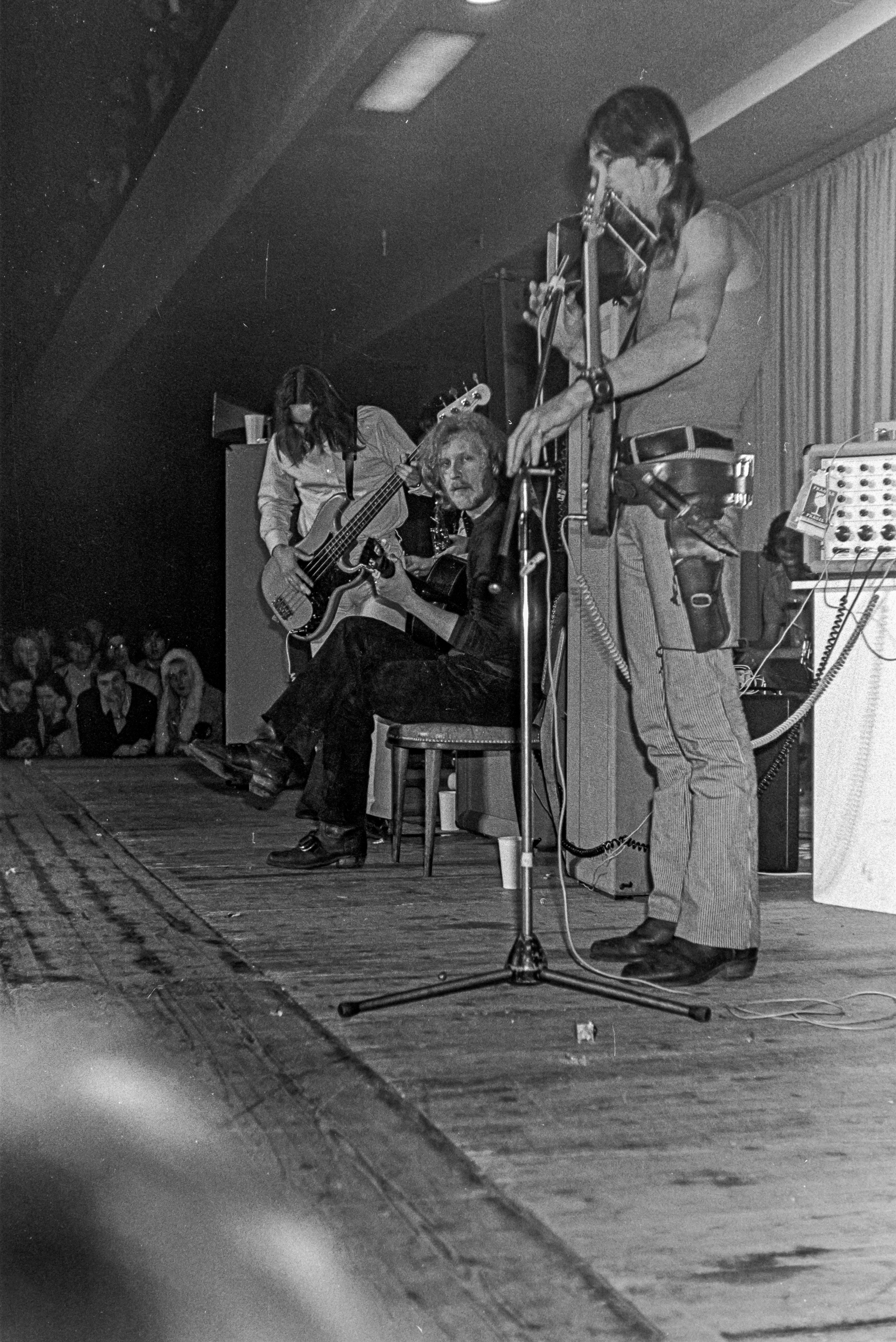
Jon Mark (pośrodku) w zespole Johna Mayalla 1970 r.

Jon Mark (prawdziwe nazwisko: John Michael Burchell (ur. 8 maja 1943 – zm. 10 lutego 2021) w 1963 roku, występując pod prawdziwym nazwiskiem nagrał w duecie z Alunem Daviesem (później grał w zespole Cata Stevensa)  album zatytułowany "Relax Your Mind", nakładem Decca Records. Od 1965 roku Mark towarzyszył Marianne Faithfull podczas jej nagrań i koncertów.
W 1968 roku Mark i Davies założyli na krótko zespół Sweet Thursday. Pięcioosobowy zespół nagrał tylko jeden album Słodki Czwartek w Fontana Records. W skład zespołu weszli Jon Mark, Alun Davies, Nicky Hopkins, Harvey Burns i Brian Odgers. Album jednak nie był promowany przez wytwórnię, i zespół nigdy nie koncertował.

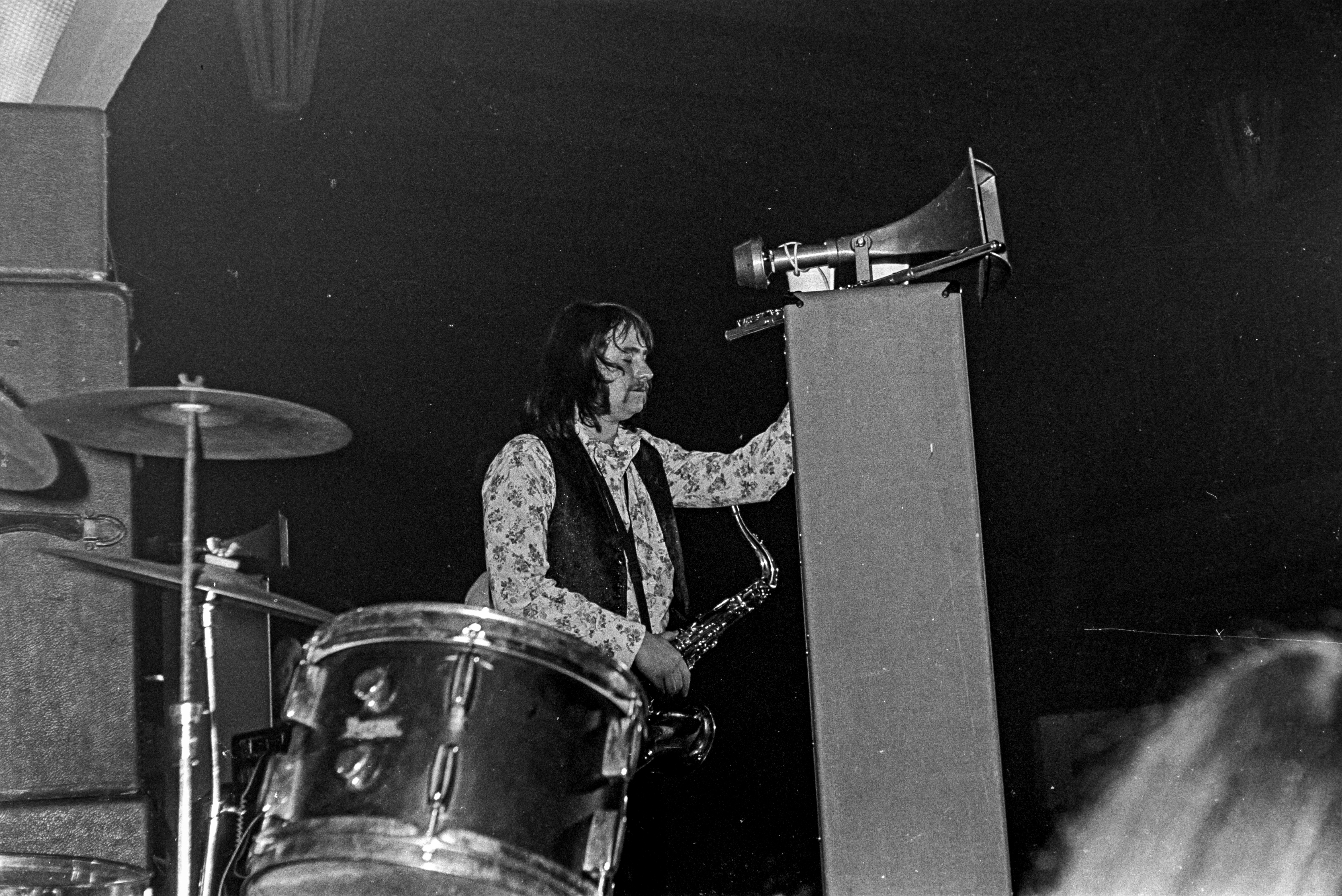
Johnny Almond w zespole Johna Mayalla 1970 r.

Johnny Almond (ur. 20 czerwca 1946 – zm. 18 listopada 2009) występował jako muzyk sesyjny (między innymi w John Mayall's Bluesbreakers, Chicken Shack i Fleetwood Mac) a także grał w zespołach Big Roll Band Zoot Money i Alan Price Set.
W 1969 roku założył Johnny Almond's Music Machine i nagrał dwie solowe płyty "Patent Pending" i "Hollywood Blues". W "Patent Pending" Almondowi towarzyszyli Geoff Condon, Jimmy Crawford, Steve Hammond, Roger Sutton i Johnny Wiggins. Na "Hollywood Blues" grali: Curtis Amy, Hadley Caliman, Joe Harris, Charles Kynard, Ray Neapolitan, Joe Pass, Earl Palmer i Vi Redd.
W 1969 roku obaj muzycy spotkali się w grupie Johna Mayalla z którym koncertowali i nagrali dwie płyty "The Turning Point" i "Empty Rooms". W 1999 roku wydano też koncertowy album z ich udziałem "Live at the Marquee 1969".  Dzięki współpracy w grupie Mayalla postanowili założyć swój zespół.

## Zespół Mark-Almond
Mark i Almond odeszli z zespołu Mayalla w 1970 roku i zwerbowali basistę Rodgera Suttona i klawiszowca Tommy'ego Eyre. Pierwsze dwa albumy zespołu: "Mark-Almond" (1970) i "Mark-Almond II" (1971), zostały nagrane dla wytwórni Blue Thumb Boba Krasnowa. Pierwszy album spotkał się z dużym uznaniem, w tym szczególnie utwory The Ghetto i ponad dziesięciominutowy The City. Na drugim albumie pojawił się po raz pierwszy perkusista Dannie Richmond.
Drugi album zespołu zawierał między innymi utwór „One Way Sunday”, który stał się przebojem w rockowych stacjach radiowych w Bostonie, w Stanach Zjednoczonych.
Następne dwa albumy "Rising" (1972) i koncertowy, "Mark-Almond 73" (1973) zespół nagrał dla Columbia Records. W czasie tym liczba członków grupy wzrosła do siedmiu. Zespół zyskał wielu zwolenników poprzez trasy koncertowe, a ich występy na żywo często zawierały długie instrumentalne jamy.
W październiku 1972 roku Mark uległ wypadkowi na Hawajach i stracił większość palca serdecznego lewej ręki. What Am I Living For z  "Mark-Almond 73" był najczęściej granym utworem zespołu w  audycjach radiowych w USA, ale mimo to rozpadli się pod koniec tego roku.
Mark, mimo utraty palca w wypadku, nagrał solowy album "Songs for a Friend" w 1975 roku.
On i Almond połączyli się ponownie w 1975 i wydali płytę "To the Heart" (1976), na której wystąpił perkusista Billy Cobham. Inni wybitni muzycy, którzy nagrywali lub koncertowali z Markiem-Almondem to perkusista Dannie Richmond, skrzypek Greg Bloch, klawiszowiec Tommy Eyre i basista Roger Sutton. A&M Records podpisała kontrakt z zespołem w 1978 roku i wydała "Other Peoples Rooms", ale płyta nie sprzedawała się tak dobrze, jak wcześniejsze albumy. Mark-Almond ponownie się rozpadł w połowie lat 80., po wydaniu dwóch przyzwoitych albumów, "Tuesday in New York" '(1980) i koncertowym "The Last & Live" (1981). W 1996 roku Mark-Almond ponownie połączył siły, wydając płytę "Night Music", na której wystąpił między innymi klawiszowiec Mike Nock.

## Późniejsze losy muzyków
Mark przeniósł się do Nowej Zelandii w połowie lat 80. i wydał szereg udanych solowych nagrań ambient w swojej wytwórni White Cloud, a także współpracował z innymi artystami przy nagraniach folkowych z tradycyjną muzyką celtycką. Był producentem płyt innych wykonawców. Płyta "Sacred Tibetan Chant", zawierająca oryginalne nagrania tybetańskich mnichów, wyprodukowana przez Marka i jego żonę Thelmą Burchell zdobyła nagrodę Grammy w 2004 roku.
Jon Mark zmarł 10 lutego 2021 w Rotorua na Nowej Zelandii.
Almond zamieszkał w rejonie zatoki San Francisco. Zmarł 18 listopada 2009 r. na raka w wieku 63 lat. Od czasu do czasu zaskakiwał właścicieli miejscowych barów, przyjeżdżając ze swoim saksofonem na jam, z których część została nagrana, w tym porywające wykonanie „Stormy Monday”.

## Dyskografia

### Zespół Mark-Almond
- 1970: Mark-Almond
- 1971: Mark-Almond II
- 1972: Rising
- 1973: Mark-Almond 73
- 1973: The Best Of Mark-Almond – kompilacja
- 1976: To The Heart
- 1978: Other Peoples Rooms
- 1980: Tuesday in New York
- 1981: The Last & Live
- 1981: Best Of...Live – kompilacja
- 1991: The Best Of  – kompilacja
- 1996: Nightmusic[4]

### Jon Mark – solo
- 1975: Songs for a Friend

Albumy ambient
- 1988: The Standing Stones Of Callanish
- 1992: Land Of Merlin
- 1994: Hot Night
- 1995: Celtic Story
- 1995: Sunday In Autumn
- 1997: Asia Journey
- 1997: All The Best From Jon Mark – kompilacja
- 1999: Leaving Of Ireland – Jon Mark & David Anthony Clark.
- 2000: Alhambra[5].